# Dąbki (Grande-Pologne)
Pour les articles homonymes, voir Dąbki.
Dąbki (prononciation : [ˈdɔmpki], en allemand : Dombke) est un  village polonais de la gmina de Wyrzysk dans le powiat de Piła de la voïvodie de Grande-Pologne dans le centre-ouest de la Pologne.
Il se situe à environ 4 kilomètres au sud-est de Wyrzysk (siège de la gmina), 39 kilomètres à l'est de Piła (siège du powiat), et à 86 kilomètres au nord de Poznań (capitale de la Grande-Pologne).

## Histoire
De 1975 à 1998, le village faisait partie du territoire de la voïvodie de Piła.

Depuis 1999, Dąbki est situé dans la voïvodie de Grande-Pologne.
Le village possède une population de 250 habitants.